# Necrophila americana
Nicrophorus americana, còn được gọi là Bọ ăn xác thối khổng lồ, là một loài bọ cánh cứng thuộc họ Silphidae, bộ Coleoptera. Đây là loài cực kỳ nguy cấp và đặc hữu ở khu vực Bắc Mỹ. Bọ ăn xác thối Bắc Mỹ là động vật ăn thịt, sống và sinh sản trong thức ăn thối rữa. Số lượng của chúng ngày một suy giảm do môi trường sống thay đổi và mất đi.

## Hình ảnh

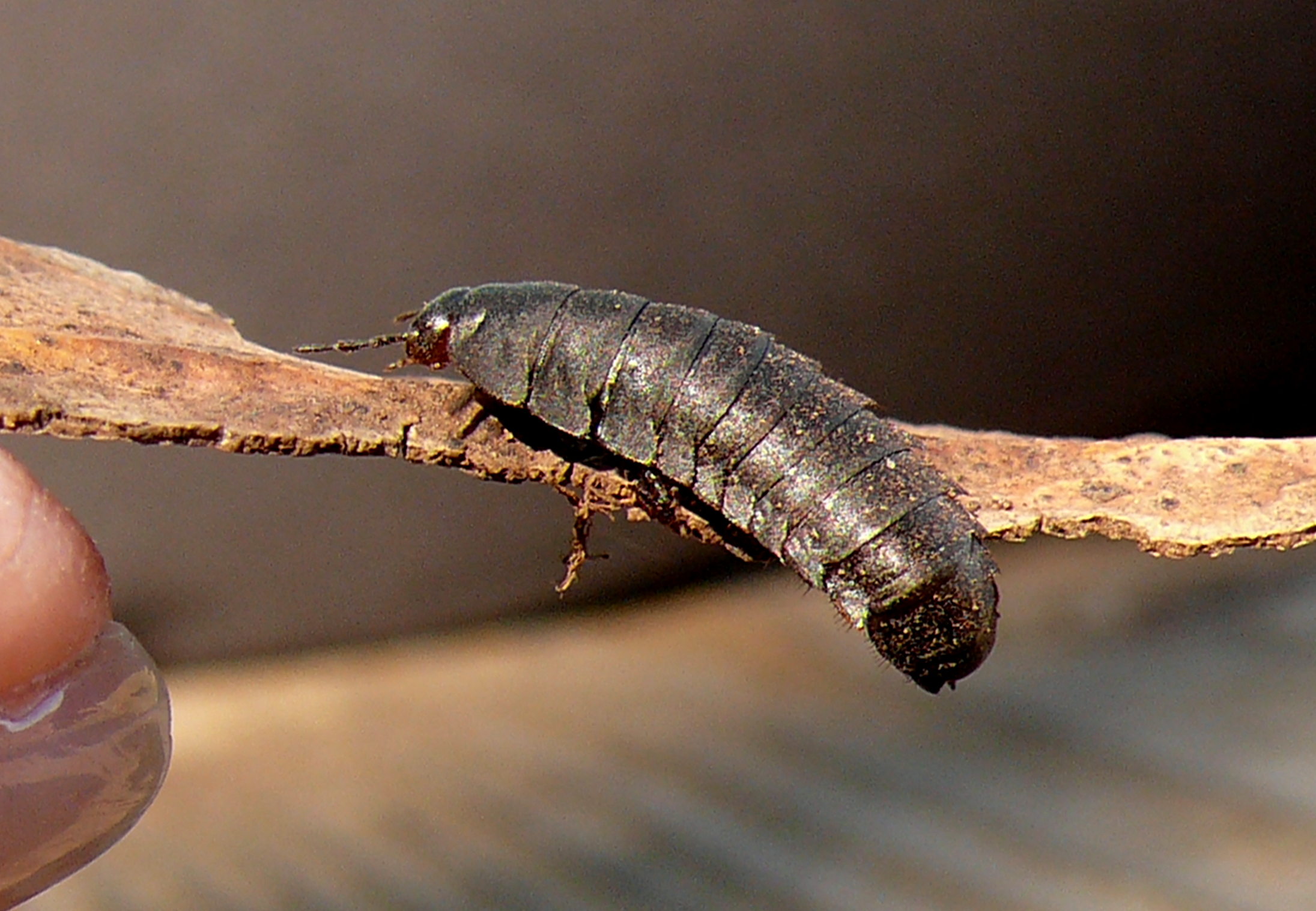
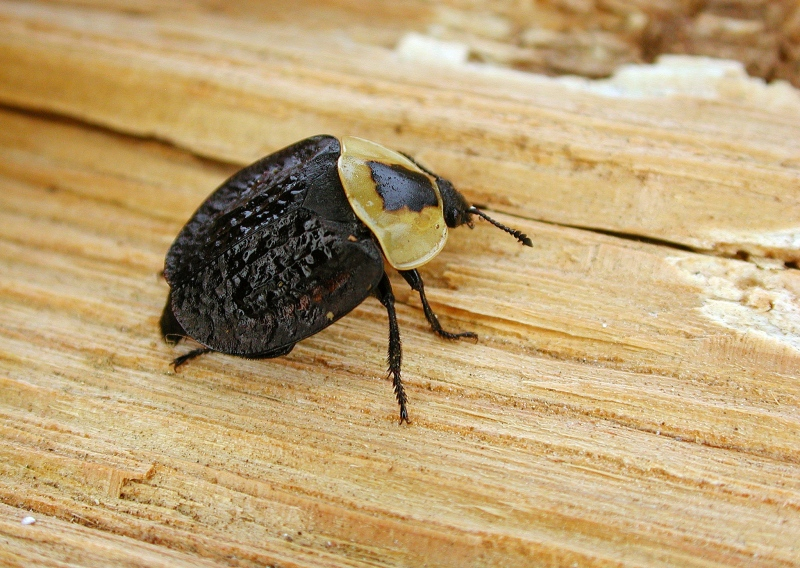

## Mô tả
N. americanus dài từ 25 đến 45 mm và có màu sắc đặc biệt và nổi bật. Cơ thể chúng đen bóng. Cánh trên hình vỏ sò, có những chấm màu đỏ cam. Đặc sắc nhất là những chấm màu đỏ cam trên tấm lưng trông như những tấm khiên lớn của chúng. N. americanus cả những chấm màu đỏ cảm trên mặt và trên râu lớn. Bọ cánh cứng sống về đêm và bay rất khỏe. Chúng có thể bay được một km trong một đêm.